# HK Berkout Kiev
Ne doit pas être confondu avec Berkout ou Berkhout.
Le HK Berkout Kiev est un club de hockey sur glace de Kiev en Ukraine. Il évoluait dans l'UHL, la ligue professionnelle ukrainienne.

## Historique
- Le club est créé en 1997.
- En 2002, il cesse ses activités faute d'argent.

## Palmarès
- Vainqueur de la Vichtcha Liha: 2000, 2001, 2002.
- Vainqueur de la Ligue d'Europe de l'Est: 2000, 2001.